# إميلي كوك
إميلي كوك (بالإنجليزية: Emily Cook)‏ هي متسابقة ملكة الجمال أمريكية، ولدت في 17 سبتمبر 1986 في ماريتا في الولايات المتحدة.

## وصلات خارجية
- إميلي كوك على موقع IMDb (الإنجليزية)